# Ambatofinandrahana (district)
Ambatofinandrahana is een district van Madagaskar in de provincie Fianarantsoa en de regio Amoron'i Mania. Het district telt 116 066 inwoners (2001) en heeft een oppervlakte van 10 386 km², verdeeld over 9 gemeentes. De hoofdplaats is Ambatofinandrahana.